# Charuteira
Uma charuteira ou cigarreira é um estojo utilizado para guardar cigarros.
A charuteira é um recipiente plano em que se coloca os cigarros dispostos ordenadamente prontos para o uso. Geralmente consistem em uma caixa metálica de duas peças que se abrem com uma dobradiça deixando os cigarros de maneira alinhada, com cada um preso com uma mola ou barra metálica para não se desorganizarem durante o carregamento.
A charuteira surgiu quando se começou a comercializar o tabaco enrolado. Anteriormente, se vendia o tabaco picado e o papel de fumar separadamente, e o tabaco se transportava em bolsas de couro. Posteriormente, se usou a charuteira para o mesmo fim. Contudo, as charuteiras não conseguiram alcançar o mesmo êxito tão amplo como os antecessores. Atualmente, se comercializa os cigarros em pequenas caixas, e as charuteiras passaram a ter um uso de fins estéticos.
Para demonstrar o poder aquisitivo do dono, as charuteiras eram confeccionadas com materiais nobres, tal como o ouro, a prata, a madrepérola, sendo os mais humildes feitos de madeira.
Como se tratam de objetos metálicos frequentemente personalizados com gravuras e, as vezes, adornados com joias, as charuteiras são atualmente visadas por colecionadores.